# Frédéric Thébault
 (mars 2020).
Si vous disposez d'ouvrages ou d'articles de référence ou si vous connaissez des sites web de qualité traitant du thème abordé ici, merci de compléter l'article en donnant les références utiles à sa vérifiabilité et en les liant à la section « Notes et références ».
Pour les articles homonymes, voir Thébault.
Frédéric Thébault, né le 18 avril 1966, est un écrivain et journaliste musical français.

## Biographie
Après avoir joué dans un groupe expérimental, Snort, et participé au Kissing Booklet, fanzine consacré à The Cure, Frédéric Thébault collabore au fanzine Prémonition à partir de 1990. Il réalise des interviews de Sonic Youth, Nirvana, etc., et vit de près l'explosion des mouvements grunge, noise et britpop. Il joue en parallèle de la basse dans un groupe amateur, Sharon's Fall. 
Dans les années 2000, il continue à écrire pour le fanzine Prémonition devenu site web et il publie en 2005 Génération extrême chez l'éditeur Camion Blanc qui évoque la naissance du mouvement punk et son évolution vers les mouvements cold-wave, new-wave, gothique, électro...
De 2007 à 2009, il crée un fanzine, qu'il rédige presque entièrement, le PPPzine (Punk-Post-Punk et autres genres), et publie une compilation de groupes indépendants. En 2009, il participe, sous le nom du Jeune Extrême, à l'album Expositions, en hommage au groupe Charles De Goal.
En 2016 sort son premier roman, La Fuite, roman d'anticipation post-nucléaire.

## Publications
- Génération extrême (1975-1982), du punk à la cold-wave, Camion Blanc, 2005
- La Fuite, Prem'Edit, 2016